# Carry On Wayward Son
«Carry On Wayward Son» — сингл жанру рок виконавця Kansas і автора Керрі Лівгрена для альбому 1976 р. Leftoverture. У 1977 р. пісня досягла № 11 в чарті поп-синглів чарту Billboard, потрапивши у Топ 40. 
Сьомий сингл отримав статус золотого від RIAA. Ця версія була набагато коротшою від версії пісні, редагована до 3:26, проте її помітили у Великій Британії, вона досягнула там 51-ї сходинки. Усі початкові релізи мали B-сторону «Questions of My Childhood». Пісня пізніше перевидана на компіляційних альбомах: The Best of Kansas, On the Other Side, The Kansas Boxed Set, The Ultimate Kansas і Sail On: The 30th Anniversary Collection. 
Пісня посідає 96-те місце в рейтингу 100 Greatest Hard Rock Songs.
Сингл також є саундтреком телесеріалу «Надприродне» — він повторюється на початку останньої серії кожного сезону. 
Свої кавер-версії пісні «Carry on Wayward Son» виконували й інші музиканти: Інгві Мальмстін (1996 р.), The Showdown (2007 р.), Stryper (2011 р.), а також Алісза Лінч, Кеті Серайф, Джей Грушка та інші — в ювілейному епізоді «Надприродного» (2014 р.).

## Позиції в чартах
| Чарти (1976)                 | Найвищі сходинки |
| ---------------------------- | ---------------- |
| U.S. Billboard Hot 100       | 11               |
| Canadian RPM Top Singles     | 5                |
| United Kingdom Singles Chart | 51               |